# Extremoz
Extremoz é um município brasileiro situado no litoral do estado do Rio Grande do Norte. Pertencente à Região Metropolitana de Natal e ao Polo Costa das Dunas, localiza-se a norte da capital do estado, distante desta 23,5 quilômetros. Ocupa uma área de aproximadamente 140,6 km² e sua população segundo estimativa do Instituto Brasileiro de Geografia e Estatística (IBGE), em 2022 era de 61 635 habitantes.
O território do atual município fora ocupado originalmente pelos índios tupis e paiacus, mas as terras foram concedidas aos jesuítas em 1607. Estes foram responsáveis pela catequização dos indígenas e construíram a Igreja de São Miguel, porém foram expulsos pelas invasões holandesas em 1757. Ainda no século XVIII, houve a elevação à categoria de vila, estabelecendo-se nas décadas seguintes como um centro econômico e pecuarista. Com isso, foi decretada sua emancipação de Ceará-Mirim na década de 1960. A importância histórica e a beleza natural de suas praias também fizeram do município um centro turístico conhecido internacionalmente.
Seu nome é uma homenagem à cidade portuguesa de Estremoz, no Distrito de Évora, porém com o tempo passou-se a escrever seu nome com "x" ao invés do "s". Em Extremoz localiza-se a praia de Genipabu, o cartão-postal do estado do Rio Grande do Norte, além de outras praias e monumentos históricos, dentre estes: as ruínas da Igreja de São Miguel, herança dos jesuítas; e a atual Igreja Matriz de São Miguel. Também cabem ser ressaltadas festividades como o carnaval, as festas juninas e os eventos religiosos.

## História

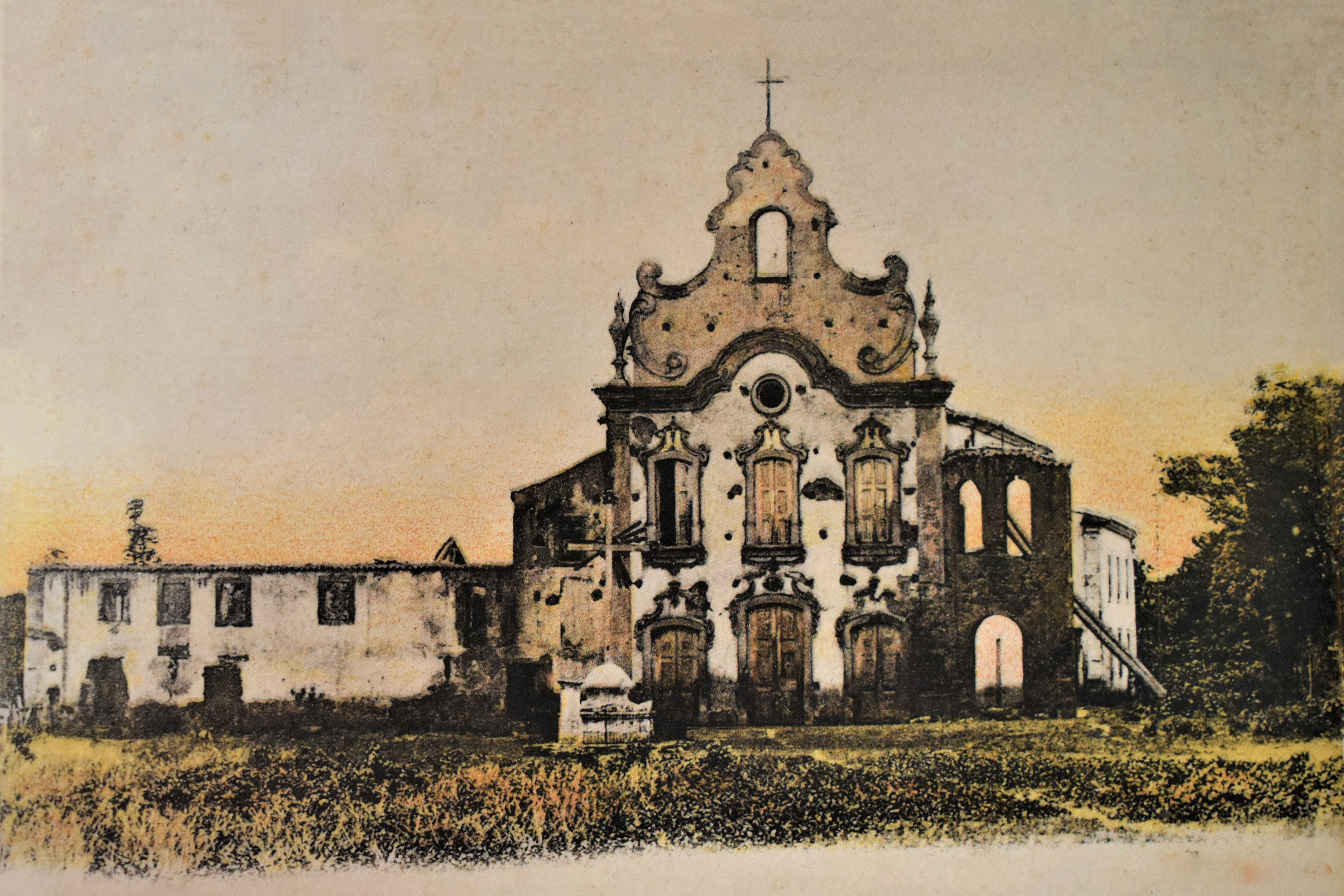
Antiga Igreja de São Miguel, construída pelos Jesuítas. Foto datada de 1903.

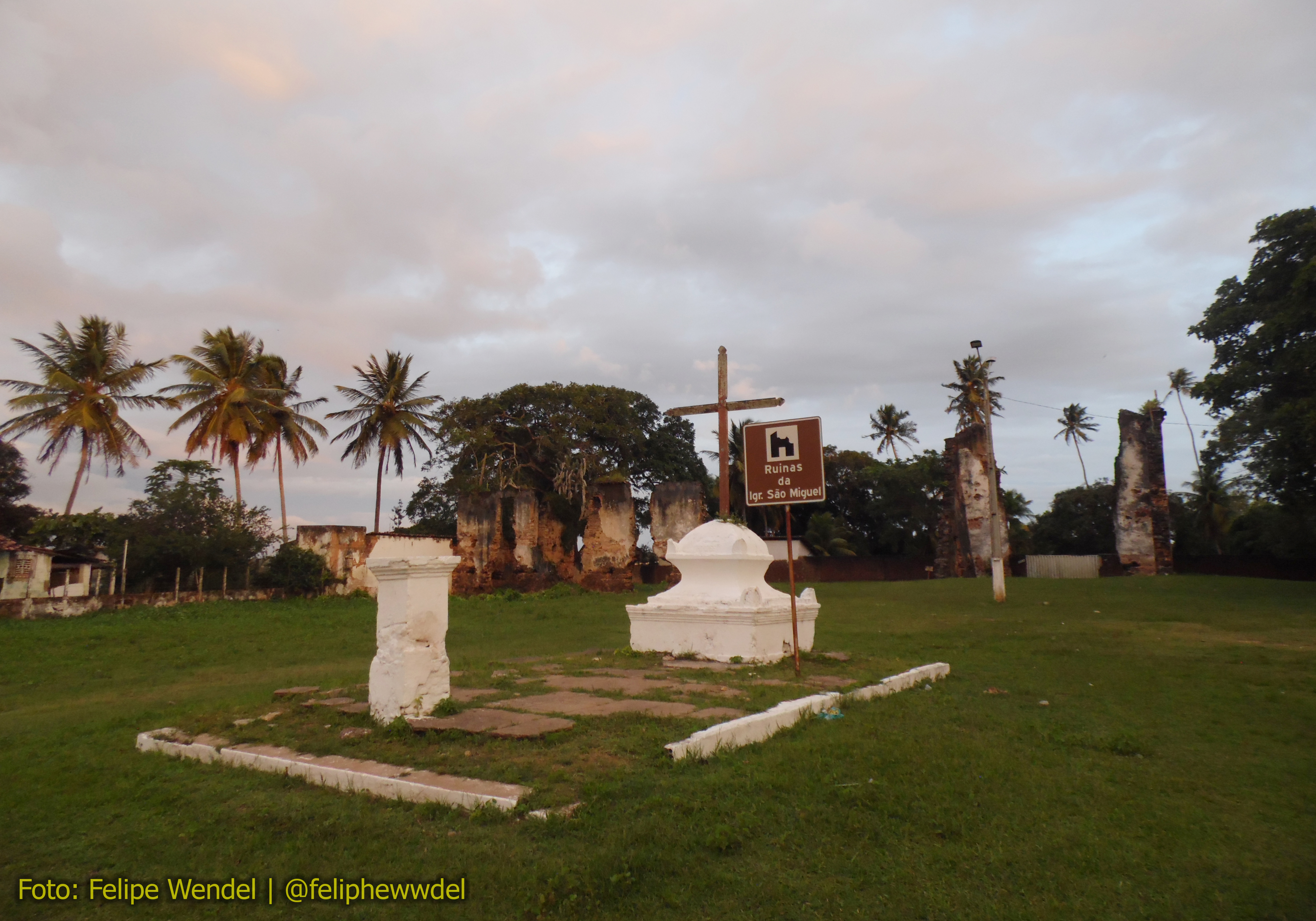
Ruínas da antiga Igreja de São Miguel. Foto por Felipe Wendel

As terras que hoje pertencem ao município de Extremoz, litoral do Rio Grande do Norte, foram inicialmente habitadas pelos índios tupis e paiacus, que viviam às margens da Lagoa de Guajiru.
No ano de 1607, uma parte de terra foi concedida a jesuítas pelo capitão-mor do Rio Grande do Norte, Jerônimo de Albuquerque, tendo como principal objetivo catequizar os indígenas. Os jesuítas também foram os principais responsável pela construção da igreja de São Miguel e pelo estabelecimento da missão do Guajiru. Isso também fez com que a sociedade tribal fosse sendo influenciada pela doutrina cristã.
Os jesuítas foram expulsos em 1759, e a povoação tornou-se a primeira da Capitania do Rio Grande do Norte com a categoria de vila (segundo o historiador Luís da Câmara Cascudo). A 3 de maio de 1760 passa a se chamar "Vila Nova de Estremoz do Norte". Nesse tempo a vila tinha 1 429 habitantes e era um importante centro econômico e pecuarista. Até aos dias de hoje, moradores nativos preservam várias lendas a respeito da história de Extremoz, como a do tesouro, cujo desfecho foi a destruição da capela de São Miguel, que teria sido demolida na tentativa de os moradores encontrarem o tal tesouro. Nos dias atuais a capela se encontra em ruínas e foi tombada em 1990.
Em 18 de agosto de 1855 a Vila Nova de Estremoz do Norte foi incorporada ao povoado de Boca da Mata, com a denominação de "Vila de Ceará Mirim". Já em 1892, foi criado o distrito de "Extremoz" e anexado ao município de Ceará-Mirim. Em 4 de abril de 1963, Extremoz foi desmembrado de Ceará-Mirim e tornou-se novo município do estado do Rio Grande do Norte. A instalação oficial do município ocorreu em 2 de fevereiro de 1964.

## Geografia
Extremoz está localizado no litoral do estado do Rio Grande do Norte, a uma altitude média de 41 metros acima do nível do mar, distante 23,5 quilômetros de Natal, capital estadual, e 2 216 quilômetros de Brasília, capital federal. Integrante do Polo Costa das Dunas e a Região Metropolitana de Natal, ocupa uma área de 140,639 quilômetros quadrados (km²), limitando-se a norte e a oeste com Ceará-Mirim e a sul com Natal e São Gonçalo do Amarante. A costa do Oceano Atlântico constitui o limite leste.
De acordo com a divisão do Instituto Brasileiro de Geografia e Estatística vigente desde 2017, o município pertence às regiões geográficas intermediária e imediata de Natal. Até então, com a vigência das divisões em microrregiões e mesorregiões, o município fazia parte da microrregião de Natal, que por sua vez estava incluída na mesorregião do Leste Potiguar.
O relevo de Extremoz é constituído por extensas superfícies planas ou levemente onduladas que formam os tabuleiros costeiros.  Na região costeira ou próxima dela estão as paleodunas, também chamadas "dunas fixas", formadas por areias amareladas transportadas pela erosão eólica e cobertos por vegetação, além dos depósitos de praias marinhos, também originados pela ação dos ventos e formados por areia com cascalho, e a planície fluviomarinha, modelada tanto por processos fluviais quanto marinhos. Próximo ao rio Ceará Mirim estão os depósitos aluvionares, que formam a planície fluvial, sujeita a inundações durante o período chuvoso. Extremoz se situa em uma área de abrangência de rochas do Grupo Barreiras, originárias da Idade Terciária Superior, com a predominância de arenitos recobertos por quartzo, sílex e fragmentos líticos.

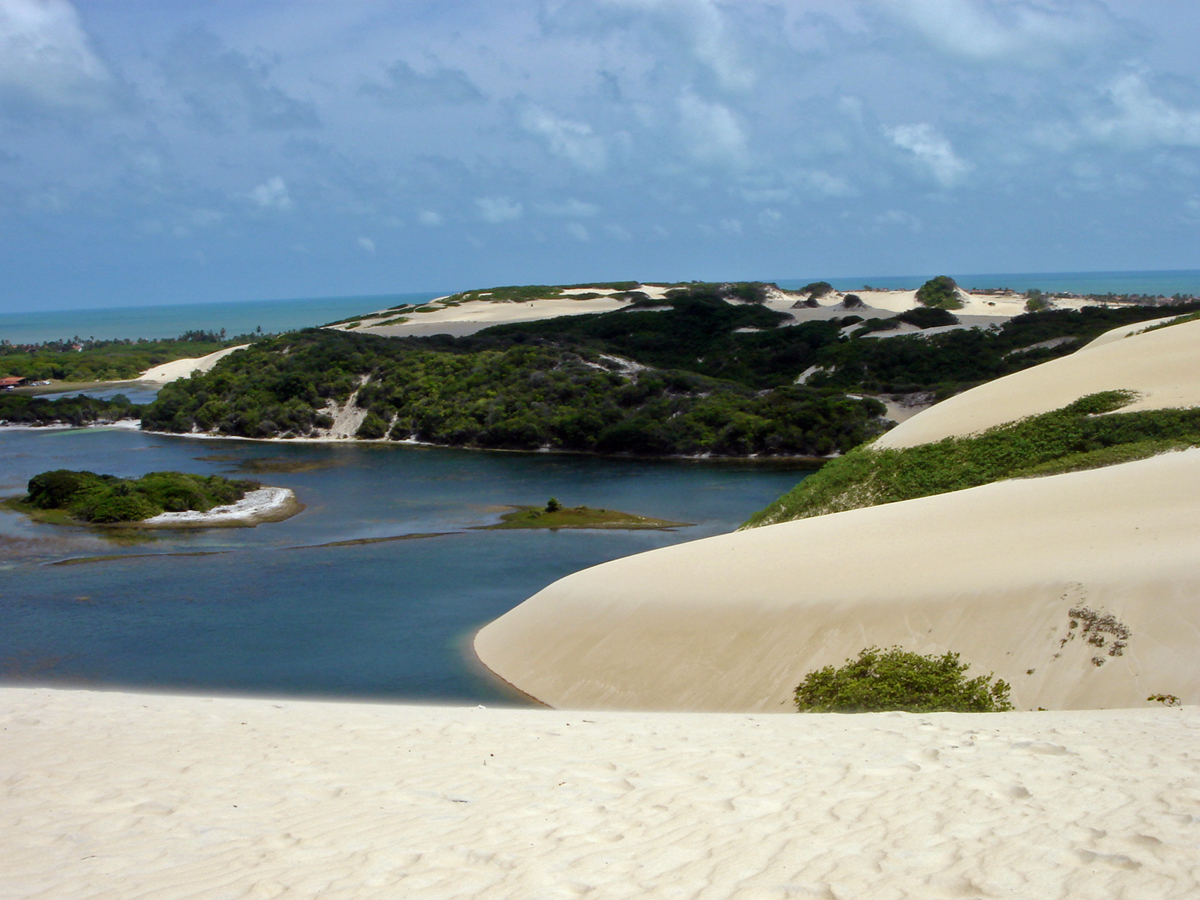
Área de Proteção Ambiental das Dunas de Genipabu, entre Natal e Extremoz, criada em 1995

O tipo de solo predominante é a areia quartzosa distrófica, que possui baixos níveis de fertilidade, elevados índices de drenagem e textura formada por argila ou areia. Há também os solos indiscriminados de mangue, as areias quartzosas marinhas (litoral) e o latossolo vermelho amarelo. Esses solos são cobertos por espécies da Mata Atlântica, que se apresenta sob a forma de tabuleiros litorâneos e manguezais, este último típico de áreas inundadas pelas marés, com alto grau de salinidade. Extremoz abriga a maior parte da Área de Proteção Ambiental das Dunas de Genipabu, instituída pelo decreto estadual 12 620, de 17 de maio de 1995, com o objetivo de preservar a fauna e a flora locais.
Quase metade do território municipal (49,45%) está inserido nos domínios da bacia hidrográfica do rio Ceará-Mirim. Outros 22,02% estão na bacia do rio Doce e os 28,53% restantes na faixa litorânea leste de escoamento difuso, este formado por pequenos cursos d'água que escoam diretamente em direção ao oceano, sem que haja uma área de drenagem delimitada pelos divisores de águas como nas bacias hidrográficas.. Os principais rios são o Doce e o Guajiru. O principal reservatório é a Lagoa de Extremoz, construído em uma área de 358,93 hectares (ha) e com capacidade para 11 019 525 metros cúbicos (m³), além da Lagoa de Guamoré.
O clima local é o tropical chuvoso, com chuvas concentradas entre os meses de março e julho. Segundo dados da Empresa de Pesquisa Agropecuária do Rio Grande do Norte (EMPARN), que possui dados pluviométricos de Extremoz desde 2005, o maior acumulado de chuva em 24 horas registrado em Extremoz foi de 261 mm em 28 de novembro de 2023, seguido por 213 mm em 2 de julho de 2008, 152,1 mm em 4 de julho de 2022, 136,6 mm em 6 de março de 2022, 124,9 mm em 30 de abril de 2006, 124 mm em 20 de maio de 2013, 113,5 mm em 7 de julho de 2018 e 111,2 mm em 9 de setembro de 2014. Desde julho de 2021, quando entrou em operação uma estação meteorológica automática da EMPARN na cidade, a menor temperatura ocorreu na madrugada de 8 de setembro de 2022 (19,6 °C) e a maior na tarde de 1° de março do mesmo ano (32,5 °C).
| Dados climatológicos para Extremoz  | Dados climatológicos para Extremoz | Dados climatológicos para Extremoz | Dados climatológicos para Extremoz | Dados climatológicos para Extremoz | Dados climatológicos para Extremoz | Dados climatológicos para Extremoz | Dados climatológicos para Extremoz | Dados climatológicos para Extremoz | Dados climatológicos para Extremoz | Dados climatológicos para Extremoz | Dados climatológicos para Extremoz | Dados climatológicos para Extremoz | Dados climatológicos para Extremoz |
| Mês                                 | Jan                                | Fev                                | Mar                                | Abr                                | Mai                                | Jun                                | Jul                                | Ago                                | Set                                | Out                                | Nov                                | Dez                                | Ano                                |
| ----------------------------------- | ---------------------------------- | ---------------------------------- | ---------------------------------- | ---------------------------------- | ---------------------------------- | ---------------------------------- | ---------------------------------- | ---------------------------------- | ---------------------------------- | ---------------------------------- | ---------------------------------- | ---------------------------------- | ---------------------------------- |
| Temperatura máxima recorde (°C)     | 32                                 | 32,3                               | 32,5                               | 32                                 | 31,8                               | 31                                 | 30,9                               | 30,4                               | 31                                 | 31,7                               | 31,7                               | 32                                 | 32,5                               |
| Temperatura mínima recorde (°C)     | 21,5                               | 22,6                               | 22,5                               | 21,9                               | 21,6                               | 21,2                               | 20,4                               | 19,8                               | 19,6                               | 21,9                               | 22,8                               | 22                                 | 19,6                               |
| Fonte: EMPARN (20/07/2021-presente) |                                    |                                    |                                    |                                    |                                    |                                    |                                    |                                    |                                    |                                    |                                    |                                    |                                    |

## Demografia
Entre os censos de 2010 e 2022, a população de Extremoz registrou um crescimento de pouco mais de 150% no período, o terceiro maior do país, com uma taxa de crescimento geométrico anual de 7,97%, a maior dentre os municípios potiguares. Com 24 569 habitantes em 2010, o município ocupava apenas a 20ª colocação a nível estadual naquele ano, assumindo a sétima posição em 2022, com 61 635 habitantes, dos quais 51,24% do sexo feminino e 48,76% do sexo masculino, tendo uma razão de sexo de 95,18 (9 518 homens para cada 10 000 mulheres).
A densidade demográfica, em 2022, era de 438,25 hab./km² (quarta maior do Rio Grande do Norte), com uma média de 3,01 habitantes/domicílio. No quesito cor ou raça, mais da metade dos habitantes (55,84%) eram pardos, 30,9% brancos e 12,92% pretos (9,19%), havendo também minorias de indígenas (0,18%) e amarelos (0,16%). A idade mediana da população é de 31 anos, sendo maior em pretos (36 anos) e menor em indígenas (29 anos).
No censo de 2010, o último com dados divulgados sobre religião, a população de Extremoz era formada por católicos apostólicos romanos (72,99%), protestantes (18,01%), espíritas (1,24%), testemunhas de Jeová (0,3%), umbandistas (0,17%), candomblecistas (0,09%) e mórmons (0,04%). Outros 6,75% não tinham religião, incluindo-se aí os ateus (0,26%), e 0,04% não tinham religião determinada. O padroeiro do município é São Miguel Arcanjo, cuja paróquia foi criada em 6 de junho de 1755. Além da Paróquia São Miguel Arcanjo, que é a mais antiga, também há a Paróquia São João Batista, localizada na praia de Pitangui, criada como área pastoral em 5 de setembro de 2016 e oficializada em 29 de agosto de 2017. Extremoz pertence ao vicariato episcopal urbano da arquidiocese de Natal. Há ainda alguns credos protestantes ou reformados, dentre igrejas pentecostais e de missão, sendo as principais denominações a Assembleia de Deus, a Congregação Cristã do Brasil, Deus é Amor, o Evangelho Quadrangular, a Igreja Adventista do Sétimo Dia, a igreja batista, a igreja metodista e a Igreja Universal do Reino de Deus.
O Índice de Desenvolvimento Humano (IDH-M) do município é considerado médio, de acordo com dados do Programa das Nações Unidas para o Desenvolvimento. Segundo dados do relatório de 2010, divulgados em 2013, seu valor era de 0,660, estando na décima nona posição a nível estadual (em 167 municípios) e na 2 898ª a nível federal (de 5 565 municípios). Considerando-se apenas o índice de longevidade, seu valor é de 0,808, o valor do índice de renda é 0,640 e o de educação é 0,555. No período de 2000 a 2010, o índice de Gini reduziu de 0,57 para 0,51 e a proporção de pessoas com renda domiciliar per capita de até R$ 140 passou de 45,7% para 26,3%, apresentando uma queda de 42,5%. Em 2010, 73,8% da população vivia acima da linha de pobreza, 14,1% entre as linhas de indigência e de pobreza e 12,2% abaixo da linha de indigência. No mesmo ano, os 20% mais ricos eram responsáveis por 58,1% no rendimento total municipal, valor pouco mais de dezoito vezes superior ao dos 20% mais pobres, de apenas 3,2%.

## Política
O poder executivo em Extremoz é representado pelo prefeito e seu gabinete de secretários municipais. O primeiro prefeito do município foi Daniel Pinheiro da Silva, desde a emancipação política até 1968, a atual, Jussara Sales de Souza, do Partido Republicano da Ordem Social (PROS), foi eleita em 2020 com 30,33% dos votos válidos, tendo como vice Manoel Izidoro da Silva Filho.
O poder legislativo é constituído pela câmara municipal, composta por onze vereadores eleitos para mandatos de quatro anos. Cabe à casa elaborar e votar leis fundamentais à administração e ao executivo, especialmente o orçamento municipal (conhecido como Lei de Diretrizes Orçamentárias).
O município abriga uma representação do poder judiciário do Rio Grande do Norte, a comarca de Extremoz, de primeira entrância, cujo único termo é o município de Maxaranguape, embora este não seja limítrofe com Extremoz. Extremoz se rege por sua lei orgânica, promulgada em 3 de abril de 1990 e pertence à 64ª zona eleitoral do Rio Grande do Norte, possuindo, segundo o Tribunal Superior Eleitoral, 36 191 eleitores (Abril de 2025), representando 1,37% do eleitorado potiguar.

## Economia
Segundo o IBGE, o Produto Interno Bruto (PIB) do município de Extremoz em 2014 era de R$ 264 871 mil, dos quais R$ 118 328 mil da administração pública, R$ 72 706 mil do setor de serviços, R$ 41 310 mil da indústria, R$ 22 303 mil da arrecadação de impostos e R$ 10 224 mil da agropecuária. O PIB per capita era de R$ 9 771,30.
Em 2015 o município possuía um rebanho de 22 639 galináceos (frangos, galinhas, galos e pintinhos), 1 693 bovinos, 126 caprinos, 82 ovinos, 826 suínos e 153 equinos. No mesmo ano, 623 vacas foram ordenhadas e houve a produção de 118 300 kg de camarão e 65 000 kg de tilápia. Na lavoura temporária de 2015 foram produzidos abacaxi (500 mil frutos), mandioca (60 t), melancia (50 t), batata-doce (33 t), milho (26 t) e feijão (10 t), e na lavoura permanente foi reportada a produção de banana (3 420 t), manga (135 t), castanha-de-caju (17 t) e coco (450 mil frutos).
Considerando-se a população municipal com idade igual ou superior a dezoito anos (2010), 58% era economicamente ativa ocupada, 12,2% ativa desocupada e 29,8% economicamente inativa. Ainda no mesmo ano, levando-se em conta a população ativa ocupada na mesma faixa etária, 39,08% trabalhavam no setor de serviços, 15,77% em indústrias de transformação, 13,48% no comércio, 11,82% na construção civil, 11,38% na agropecuária e 0,13% em indústrias extrativas.
Conforme a estatística do cadastro central de empresas de 2014, Extremoz possuía 250 unidades (empresas) locais, sendo 247 atuantes; salários juntamente com outras remunerações somavam R$ 47 703 mil e o salário médio mensal era de dois salários mínimos.

## Infraestrutura
O serviço de abastecimento de água de Extremoz é feito pelo Serviço Autônomo de Água e Esgoto e a empresa responsável pelo fornecimento de energia elétrica é a Companhia Energética do Rio Grande do Norte (COSERN). A voltagem da rede é de 220 volts, sendo que no ano de 2007 existiam 8 324 consumidores e foram consumidos 173 245 KWh de energia. O código de área (DDD) de Extremoz é 084 e o Código de Endereçamento Postal (CEP) varia na faixa de 59575-000 a 59577-999. Há cobertura de quatro operadoras de telefonia: Claro, TIM Vivo, e Brisanet, sendo Claro, Tim e Vivo com tecnologias 2G 3G e 4G e a Brisanet em 4G e 5G. Em 2010 o município tinha 96,04% de seus domicílios com água canalizada, 98,97% com eletricidade e 77,95% com coleta de lixo. Ao mesmo tempo, 69,11% tinham somente telefone celular, 2,32% apenas fixo e 14,60% possuíam ambos, enquanto que 13,97% não tinham nenhum.
A frota municipal em 2016 era de 3 819 automóveis, 2 396 motocicletas, 455 caminhonetes, 132 camionetas, 90 caminhões, 81 motonetas, 45 ônibus, 40 utilitários, 24 micro-ônibus e quatro caminhão-trator, além de 226 em outras categorias, totalizando 7 312 veículos. O município é atendido por transporte ferroviário através das duas estações do trem urbano da CBTU: uma no Conjunto Estrela do Mar e a Estação Extremoz, na sede do município. Extremoz é atravessado pelas seguintes rodovias: a BR-101, que começa em Touros, no extremo nordeste do Rio Grande do Norte e do país, liga vários municípios e se estende até o extremo sul do Brasil; a RN-160, que liga Maxaranguape, passa pela sede municipal e se estende até o município de Serrinha, no agreste potiguar; a RN-307, que liga Ceará-Mirim a Extremoz; e a BR-406, que começa na capital potiguar e se estende até Macau.

### Saúde
A rede de saúde de Extremoz dispunha, em 2009, de dez estabelecimentos de saúde, sendo nove públicos municipais e um privado, todos conveniados ao Sistema Único de Saúde (SUS). Em abril de 2010, a rede profissional de saúde era constituída por 29 médicos, 17 cirurgiões-dentistas, 16 médicos de família, 14 auxiliares de enfermagem, 13 enfermeiros, cinco farmacêuticos, quatro clínicos gerais, quatro fisioterapeutas, dois técnicos de enfermagem, dois assistentes sociais, dois nutricionistas, dois pediatras, dois gineco-obstetras, dois psicólogos, um fonoaudiólogo e um radiologista. Segundo dados do Ministério da Saúde, 80 casos de AIDS foram registrados em Extremoz entre 1990 e 2015 e, entre 2001 e 2012, foram notificados 920 casos de dengue e 25 de leishmaniose.
Em 2010, 3,1% das mulheres de 10 a 17 anos tiveram filhos. Em 2014, foram registrados 544 nascidos vivos, sendo que o índice de mortalidade infantil neste ano foi de 11 óbitos de crianças menores de cinco anos de idade a cada mil nascidos vivos. No mesmo ano, 94,7% das crianças menores de 1 ano de idade estavam com a carteira de vacinação em dia e 85,9% das crianças do município foram pesadas pelo Programa Saúde da Família, sendo que 0,5% delas estavam desnutridas.

### Educação
| 2005 | 2,8 | 2,7 |
| 2007 | 2,7 | 2,7 |
| 2009 | 3   | 3   |
| 2011 | 3,3 | 3,1 |
| 2013 | 3,4 | 3,1 |
| 2015 | 4,1 | 3,4 |

Extremoz possuía uma expectativa média de 8,84 anos de estudos em 2010, valor abaixo da média estadual (9,54 anos), ao passo que a taxa de alfabetização da população acima dos dez anos indicada pelo último censo demográfico do mesmo ano foi de 83,7% (85,4% para as mulheres e 81,8% para os homens). A taxa de conclusão do ensino fundamental, entre jovens de 15 a 17 anos, era de 34,4%, enquanto o percentual de conclusão do ensino médio (18 a 24 anos) era de 33,8%.
O percentual de crianças de cinco a seis anos na escola era de 95,78% e de onze a treze anos cursando o fundamental de 80,49%. Entre os jovens, a proporção na faixa de quinze a dezessete anos com fundamental completo era de 38% e dezoito a vinte anos com ensino médio completo de apenas 31,78%. Considerando-se apenas a escolaridade da população com idade igual ou superior a 25 anos, 21,78% não sabiam ler ou escrever, 41,76% tinham fundamental completo, 26,79% tinham ensino médio completo e apenas 4,34% ensino superior completo.
Em 2015, a distorção idade-série ou defasagem entre alunos do ensino fundamental, ou seja, com idade superior à recomendada, era de 23,9% para os anos iniciais e 45,6% nos anos finais, chegando a 44,9% no ensino médio. No mesmo ano o município possuía uma rede de 22 escolas do pré-escolar (54 docentes), 30 de ensino fundamental (com 238 docentes) e três de ensino médio (39 docentes), com um total de 7 926 matrículas.

## Cultura
No calendário cultural do município, existem diversos eventos ao longo do ano, entre os quais destacam-se o carnaval, realizado em data móvel, geralmente em fevereiro; emancipação política, no dia 4 de abril; as festas juninas, em junho, com apresentações de quadrilhas, bandas musicais e outras atrações; em setembro as festas do vaqueiro (realizada na Vila de Fátima, durante dois dias) e do padroeiro São Miguel Arcanjo; em dezembro, o Quinho Folia (tradicional carnaval fora de época), a Carreata da Bíblia (evento organizado pela igreja evangélica no segundo domingo de dezembro em comemoração ao Dia da Bíblia, que consiste em uma carreata cujo percurso vai desde distrito de Araçá até o centro de Extremoz) e as comemorações natalinas.

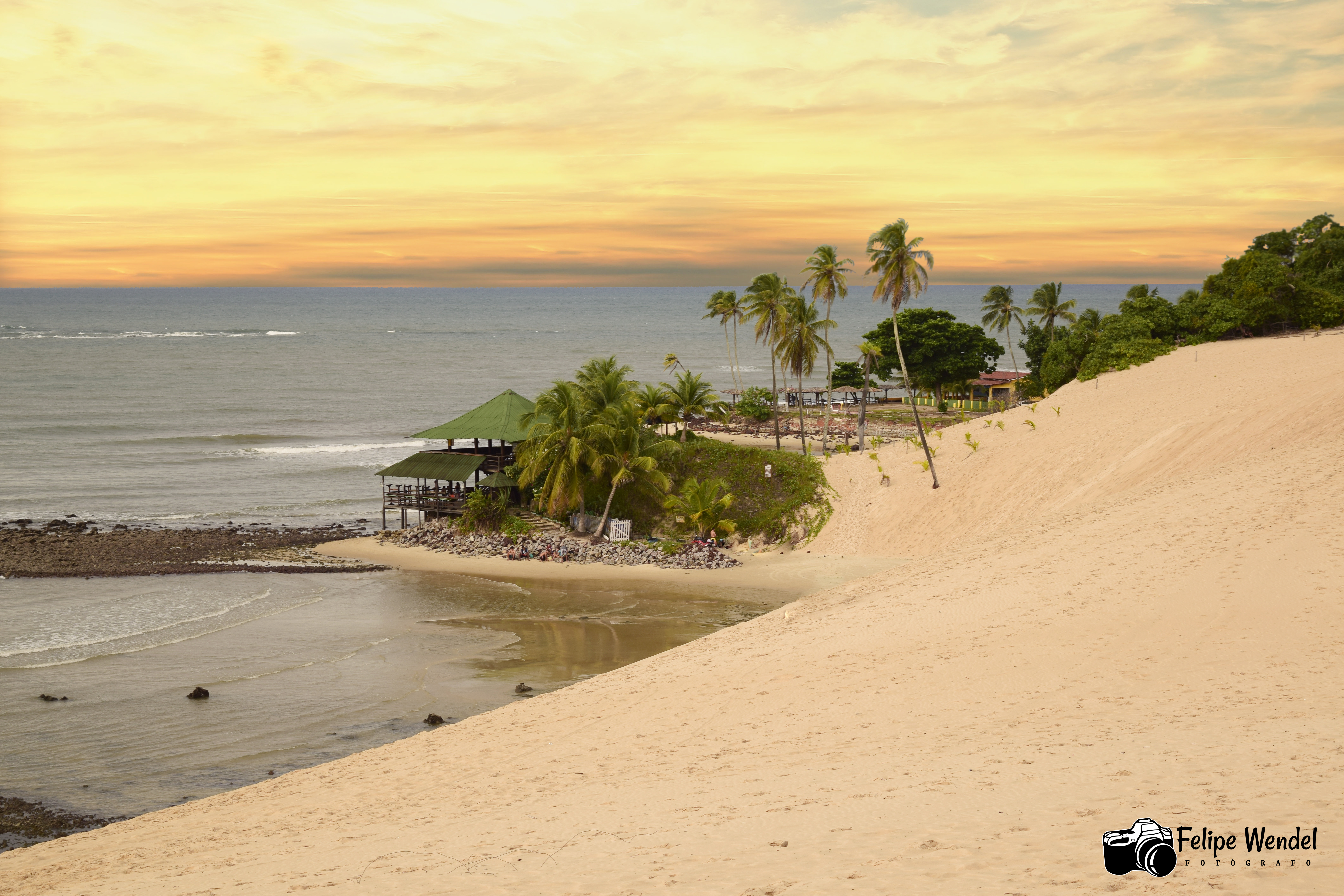
Praia de Genipabu, cartão postal do Rio Grande do Norte.

Também são realizados eventos em diversas modalidades esportivas, com o futebol e o futsal, sendo que em 2011 o município sediou uma edição da Regata Interestadual de Remo, com a participação de vários clubes de remo vindos do Rio Grande do Norte e de outras unidades da federação.
Integrante do Polo Costa das Dunas, Extremoz possui um grande potencial turístico, abrigando a praia de Genipabu, cartão-postal do Rio Grande do Norte, que se destaca pelas suas dunas móveis, além dos passeios de buggies, jangadas e dromedários. Outras importantes atrações turísticas do município são as praias Barra do Rio, Graçandu, Pitangui e Santa Rita, além de monumentos históricos, sendo a Igreja Matriz de São Miguel o principal deles.
O artesanato é outra forma espontânea da expressão cultural extremozense, tendo como principais atividades o bordado, fibras, fios e materiais recicláveis e se destacando na produção de peças de areia colorida e de tapetes. Também existem grupos artesanais, bem como de artes plásticas e visuais, corais, manifestação tradicional popular e música.
Feriados municipais
Em Extremoz, há, além dos feriados nacionais e estaduais e dos pontos facultativos, dois feriados municipais, que são o dia 4 de abril, dia de emancipação política do município, e o dia 29 de setembro, dia do padroeiro do município, São Miguel Arcanjo.